# Dějiny Prahy 1938–1945

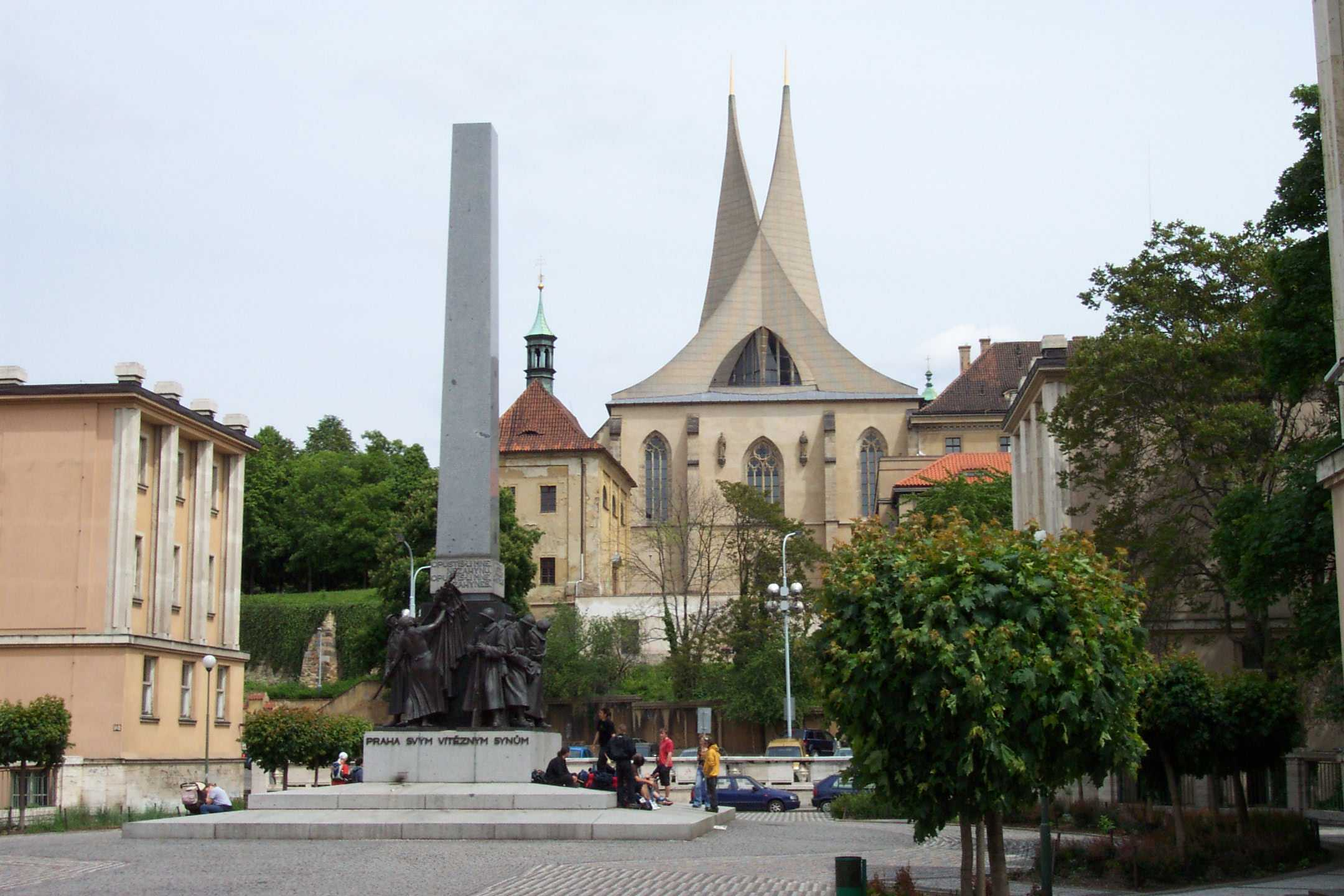
Kostel Emauzského kláštera byl jednou z mála válkou poškozených staveb. Současné věže byly vybetonovány v šedesátých letech

Dějiny Prahy v letech 1938–1945 odrážejí především události druhé světové války, či jí přímo předcházející. Na rozdíl od jiných velkých měst sice Prahou otřásla válka, nedošlo však k většímu poškození města.
Od podzimu 1938 začali do metropole přicházet čeští uprchlíci z oblastí, které zabralo podle Mnichovské dohody Německo (tedy třetina území tehdejší ČSR).
15. března 1939 obsadila německá vojska město. Na Pražský hrad přijel Adolf Hitler, konala se též i vojenská přehlídka. Ve srovnání se Sudety a Rakouskem však již v Praze s příchodem nacistických sil město neovládlo nadšení. Vyhlášen zde byl i Protektorát Čechy a Morava jako součást Německé říše. Zaveden byl pravostranný provoz, který nadělal zmatek hlavně v tramvajové dopravě. V listopadu téhož roku vyšli do ulic čeští studenti, čemuž se postavila vládnoucí moc. Při akcích proti studentům byli zabiti pekařský učeň Václav Sedláček a medik Jan Opletal. Následně byly uzavřeny všechny vysoké školy na území protektorátu.
Za války bylo z Prahy odtransportováno do koncentračních táborů židovské obyvatelstvo (až 120 tisíc, hlavně z oblasti Starého Města), stejně jako cikánské (tehdejší běžné označení) a další její obyvatelé tzv. „méněcenných ras“. Běžné byly popravy a věznění odpůrců nacistického režimu. Nechvalně proslulou se v této souvislosti stala například úřadovna gestapa v Petschkově paláci nebo střelnice v Kobylisích.
Mezitím pokračovala německá propaganda. Samozřejmostí bylo zavedení dvojjazyčných nápisů, kde byla němčina vždy na prvním místě. Praha začala být vykreslována jako „staré německé město“, které se bude rozvíjet pod vládou Říše. Začaly se připravovat velkolepé plány; oprášena byla výstavba podzemní dráhy (v roce 1941 se však projekční kancelář vzhledem k válce uzavřela) a chystalo se též i přivedení dálnic do Prahy; poprvé se objevily čtyřproudé komunikace v oblastech například současné Jižní spojky.
V květnu 1942 přepadli dva výsadkáři kolonu zastupujícího říšského protektora Reinharda Heydricha a pokusili se o atentát v oblasti dnešní Vychovatelny (tj. nedaleko Libně). Přestože neuspěli, podařilo se jim protektora smrtelně zranit. Oba dva se později skrývali v kostele sv. Cyrila a Metoděje na Novém Městě. Po smrti Heydricha začali vládnoucí Němci stupňovat proti českému obyvatelstvu teror, na němž se podílely hlavně policejní složky, toto období je označováno jako druhá heydrichiáda.
Praha se během války stala několikrát cílem spojeneckého bombardování, škody na zástavbě byly však minimální. Poprvé zaútočila dvě letadla 15. listopadu 1944 na městskou elektrárnu v Holešovicích. K největšímu náletu došlo 14. února 1945, kdy několik spojeneckých letadel vyslaných na Drážďany vlivem navigační chyby bombardovalo širší centrum Prahy. Poničeny byly některé průmyslové podniky, věže kláštera v Emauzích či synagogy na Vinohradech a bylo poškozeno několik domů v centru města a v Nuslích. Poslední spojenecký útok se odehrál 25. března 1945 a mířil na strategické cíle v Libni, Kbelích a Vysočanech. Při tomto útoku bylo usmrceno 562 osob a dalších 1027 bylo zraněno. Zasaženo bylo 527 objektů a napočítáno dalších 74 zásahů mimo objekty, podle novějších výzkumů bylo různou měrou postiženo 1562 domů na území tehdejší Prahy. Americké stíhací letouny (tzv. hloubkaři) útočili na území Prahy několikrát na lokomotivy a v jednom případě na kolonu německých uprchlíků: 3. března, 1., 18., 25. a 30. dubna 1945.
Plánovanou likvidaci Prahy už nemohl v té době oslabený a ustupující nacistický režim provést. 5. května 1945 vypuklo Pražské povstání. Bojovalo se po celém městě (požár Staroměstské radnice, boj o budovu Čs. rozhlasu na Vinohradech, dále pak obrana proti jednotkám SS na Pankráci). Povstání pomohli i Vlasovci, tedy původně ruští spojenci (Ruská osvobozenecká armáda) nacistických sil, kteří se rozhodli již s Němci nespolupracovat. Osvobození města přišlo za několik dní, ovšem podle dohod o demarkační čáře mezi spojenci z protihitlerovské koalice musela Americká armáda zůstat u Plzně, zatímco Rudá armáda dorazila do osvobozené Prahy až 9. května (v rámci tzv. Pražské ofenzívy). Sovětští vojáci přišli od Ruzyně a nenarazili již téměř na žádný odpor.
Okamžitě po osvobození města začala jeho obnova. Nejprve byly zprovozněny základní služby a doprava, později se začalo s rekonstrukcí zničených budov a výstavbou zcela nových.